# Pastís de pera amb lavanda
Pastís de pera amb lavanda (títol original en francès, Le Goût des merveilles) és una comèdia romàntica francesa dirigida per Éric Besnard i estrenada l'any 2015. A l'estat espanyol ha estat estrenada amb el títol Pastel de pera con lavanda

## Argument
Louise, jove vídua arboricultora del Drôme en dificultats financeres, xoca en un accident de cotxe amb un home que camina sobre un camí de terra. Estrany personatge filiforme, desmanegat i rígid en la seva immutable vestimenta, el parlar sense embuts i fluïdesa vocal, ràpida i mecànica,  refusa ser curat i no suporta que el toquin. Louise descobreix a poc a poc que Pierre és un autista Asperger ple de tics i d'angoixes, però igualment un temible observador i calculador prodigi que ho analitza tot amb l'ajuda del seu ordinador. Pierre s'adapta molt ràpidament a Louise i al seu entorn, i s'instal·la a casa d'ella amb desgrat. Primer perplexes, els dos fills de Louise es fan amb ell i fan tot perquè el jove es quedi a  casa. Louise queda  trastocada quan s'entera que el seu nou amic és amenaçat d'internament psiquiàtric conseqüència de resolucions judicials. D'altra banda, les seves competències científiques i tècniques la salven diverses vegades de la ruïna. Dubta molt d'acceptar-lo en la seva vida.

## Repartiment
- Virginie Efira : Louise Legrand, l'arboricultora
- Benjamin Lavernhe : Pierre, l'autista
- Lucie Fagedet : Emma, la filla de Louise
- Léo Lorléac'h : Félix, el fill de Louise
- Hervé Pierre : Jules, el llibreter, mentor de Pierre
- Laurent Vaixell : Paul, el veí de Louise
- Hiam Abbass : Mélanie Ferenza, la psicòloga
- Natalie Beder : la jove
- Valentin Merlet : el banquer
- François Bureloup : l'amo del bar
- França Darry : la clienta en el mercat
- Stéphane Di Spirito : un client del mercat
- Alain Gressot : un client del mercat
- Franck Adrien : el cuidador
- Julien Ratel : el repartidor de flors

## Al voltant de la pel·lícula
- La pel·lícula és el resultat d'un llarg treball de documentació sobre l'autisme de la part d'Eric Besnard, el realitzador, i s'inspira entre altres en  els llibres de Daniel Tammet i de Josef Schovanec
- L'estrena de la pel·lícula coincideix amb la sortida del llibre sobre el mateix assumpte De l'amour en Autistan,.[2]
- El títol de la pel·lícula fa referència a les Meravelles, bunyols del sud-oest de França consumits durant els carnavals o el dimarts gras. La pel·lícula fa nombrosos plans sobre la cuina de Louise i els plats ensucrats.

## Crítica
- "Besnard intenta fer una pel·lícula sensorial, però cau en aquest model d'imatge fronterera amb la cursileria publicitària d'un anunci de iogurts o d'aquesta mel industrial que es disfressa de mel de pagès"[3]
- "Gens convencional (...), aquest festival sensitiu aposta per veure la vida a través d'unes ulleres de sol de colors i mostrar-la així, com el cinema en els anys 60 ho va fer i avui ha arraconat. (...) Puntuació: ★★★ (sobre 5)"[4]
- "Es centra en una relació que resulta previsible i alhora no és plausible. (...) acumula imatges idíl·liques que evoquen el bucolisme buit de la publicitat de productes lactis. (...) Puntuació: ★★ (sobre 5)"[5]
- "Una 'comèdie sentimentale' a l'estil francès, això resulta especialment predictible pel que fa a les seves inclinacions romàntiques, però també refrescant (...) També és una pel·lícula summament càlida."[6]